# Martin Hoberg Hedegaard
Pour les articles homonymes, voir Hedegaard.
Martin Hoberg Hedegaard (né le 9 octobre 1992), aussi connu sous le nom de Martin, est un chanteur danois, gagnant de la première version de X Factor au Danemark. À ce jour, il est le plus jeune vainqueur de la compétition à l'échelle mondiale, ayant obtenu le titre à l'âge de quinze ans. 

## Biographie
Martin est né dans la ville de Ørum dans le Jutland. Il a passé toute sa vie là-bas avec sa mère Gitta, son père Peder, et ses deux frères Anders et Simon. 

### Albums
| Année | Information                                                                                  | Danemark | Ventes et certifications              |
| ----- | -------------------------------------------------------------------------------------------- | -------- | ------------------------------------- |
| 2008  | Show the World - Premier album studio - Sortie: 31 mai 2008 - Label : Sony BMG - Format : CD | 1        | Vente danois: 100000 IFPI: 3xPlatinum |

### Singles
| Année | Chanson                   | Danemark | Certification     | Album          |
| ----- | ------------------------- | -------- | ----------------- | -------------- |
| 2008  | The 1                     | 1        | 2xPlatinum (IFPI) | Show the World |
| 2008  | Show the World            | 1        | Platinum (IFPI)   | Show the World |
| 2008  | Report to the Dance Floor | -        |                   | Show the World |